# Pathophysiology
Pathophysiology è una rivista medica trimestrale sottoposta a revisione paritaria, che tratta di patologia e fisiopatologia. È stata fondata nel 1994 da Toshikazu Yoshikawa, che ne è stato anche il primo caporedattore. Originariamente pubblicata dalla Elsevier per conto della International Society for Pathophysiology, dal 2020 è edita dalla MDPI.
L'attuale caporedattore è J. Steven Alexander (Louisiana State University Health Sciences Center di Shreveport).
Gli abstract e gli articoli della rivista sono indicizzati da Chemical Abstracts, EMBASE e Scopus.
L'archivio dal 1994 al 2019 è disponibile su scincedirect.com MDPI pubblica i volumi dal 2020 in avanti.
Al 2024 il fattore di impatto è stato pari a 2,7. Al 2025 l'indice H è pari a 58.